# Ptilodon jezoensis
Ptilodon jezoensis är en fjärilsart som beskrevs av Matsumura 1919. Ptilodon jezoensis ingår i släktet Ptilodon och familjen tandspinnare. Inga underarter finns listade.